# Чаковец
Чаковец (мађ. Csáktornya) је град у Хрватској и административно средиште Међимурске жупаније. Према попису из 2021. у граду је живело 27.122 становника, а у самом насељу је живело 15.078 становника.

## Географски положај
Чаковец је смештен на (географској ширини 46.3844444 N, географској дужини 16.4338889 E, на надморској висини од 164 m), смештен у близини реке Трнаве између река Муре и Драве. Око Чаковца налазе се познати виногради, поља, и ловишта.

## Територијална организација
До нове (послератне) територијалне организације у Хрватској, постојала је општина Чаковец, која је обухватала цело Међимурје. Општина Чаковец се простирала на површини од 724 km², а према попису становништва из 1991. године, имала је 119.866 становника, распоређених у 125 насељених места. Данас је општину Чаковец наследила Међимурска жупанија, са седиштем у граду Чаковцу. Жупанија је састављена из три града: Мурско Средишће, Прелог и Чаковец и 22 општине: Белица, Вратишинец, Горичан, Горњи Михаљевец, Декановец, Домашинец, Доња Дубрава, Доњи Видовец, Доњи Краљевец, Коториба, Мала Суботица, Неделишће, Ореховица, Подтурен, Прибиславец, Света Марија, Свети Јурај на Брегу, Свети Мартин на Мури, Селница, Страхонинец, Шенковец и Штригова.

## Становништво
Становништво града, без приградских насеља, износи отприлике 17.500, већином Хрвата римокатолика, с до 4% Мађара, Немаца, Словенаца и других мањина.

## Попис 1991.
На попису становништва 1991. године, насељено место Чаковец је имало 15.999 становника, следећег националног састава:
| Попис 1991.‍    | Попис 1991.‍  | Попис 1991.‍ | Попис 1991.‍ | Попис 1991.‍ |
| -------------- | ------------ | ----------- | ----------- | ----------- |
|                |              |             |             |             |
| Хрвати         | Хрвати       |             | 14.657      | 91,61%      |
| Југословени    | Југословени  |             | 258         | 1,61%       |
| Срби           | Срби         |             | 242         | 1,51%       |
| Словенци       | Словенци     |             | 164         | 1,02%       |
| Албанци        | Албанци      |             | 46          | 0,28%       |
| Мађари         | Мађари       |             | 35          | 0,21%       |
| Муслимани      | Муслимани    |             | 27          | 0,16%       |
| Црногорци      | Црногорци    |             | 23          | 0,14%       |
| Македонци      | Македонци    |             | 9           | 0,05%       |
| Чеси           | Чеси         |             | 8           | 0,05%       |
| Русини         | Русини       |             | 6           | 0,03%       |
| Јевреји        | Јевреји      |             | 4           | 0,02%       |
| Украјинци      | Украјинци    |             | 4           | 0,02%       |
| Бугари         | Бугари       |             | 2           | 0,01%       |
| Немци          | Немци        |             | 2           | 0,01%       |
| Словаци        | Словаци      |             | 2           | 0,01%       |
| Аустријанци    | Аустријанци  |             | 1           | 0,00%       |
| Пољаци         | Пољаци       |             | 1           | 0,00%       |
| Роми           | Роми         |             | 1           | 0,00%       |
| остали         | остали       |             | 10          | 0,06%       |
| неопредељени   | неопредељени |             | 264         | 1,65%       |
| регион. опр.   | регион. опр. |             | 23          | 0,14%       |
| непознато      | непознато    |             | 210         | 1,31%       |
| укупно: 15.999 |              |             |             |             |

## Насељена места
Насељена места у саставу Града Чаковца су: Жишковец, Ивановец, Криштановец, Куршанец, Мачковец, Миховљан, Ново Село на Драви, Ново Село Рок, Савска Вес, Тотовец, Чаковец, Шандоровец и новоформирано насељено место Слеменице.

## Саобраћај
Прва пруга саграђена је 1860, повезивала је Будимпешту с лукама Ријеком и Трстом). Везе с Мурским Средишћем и Лендавом саграђене су 1889. Путна инфраструктура је добра, нови ауто-пут повезује гранични пријелаз Горичан према Мађарској са Загребом, Карловцем, и Јадранским морем.

## Историја
У Римско доба, како Страбо записује и извештава у првом вијеку, на данашњем мјесту Чаковца био је Aquama (мокри град), војно постројење и легионарски камп. Име долази од грофа (Димитрија Чака), који је почетком 13. вијека подигао дрвено утврђење касније названу „Чаков торањ“. Први пут је споменута 1328. године. Насеље се појављује у службеним записима 1333. Вријеме значајнијег економског и културног раста Чаковца почело је 1547, кад је Никола Шубић Зрински постао власник подручја. У то вријеме, дворац бејаше богато украшен, окружен парком и киповима/попрсјима чувених војсковођа и владара. Војвода Јурај Зрински дао је привилегије становницима Чаковачке тврђаве и околним насељима 29. маја 1579, што је био почетак претварања Чаковца из војног утврђење/властелинског посједа у слободан трговачки град. Тај датум слави се као Дан града. 1738. године град је погодио земљотрес, а 1741. пожар. Слиједећи земљотрес дошао је 1880. Крајем 18. века власници града постају грофови Фестетићи, и град је постао велико индустријско средиште, пун обрта и трговина. 1848. бан Јосип Јелачић ослободио је Чаковец од Мађара и припојио га Хрватској. Године 1893. град је добио струју.

## Савремено доба
Чаковец је економски, транзитни и културни, центар Међимурске жупаније. Као административни центар, Чаковец има Гимназију, техничку и машинску средњу школу, и учитељску академију.
Привреда подручја заснована је на текстилној индустрији (Међимурска трикотажа), индустрији ципела (Јелен), производњи хране (Вајда и Чаковецки млинови), и металопрерађивачким погонима. Значајна је и издавачка делатност фирме (Зрински). Иако је Чаковец град модерне архитектуре, динамичан с врло развијеном индустријом и жариште је комуникација, трговине, образовања, старо језгро одлично је очувано и обновљено. Локални музеј Међимурја у дворцу чува 17.000 вредних предмета. У Чаковцу су такође и библиотека, модерни медији, болница, и више спортских дворана и игралишта (градски фудбалски стадион у склопу којег је куглана), градски базен — купалиште.

## Партнерски градови
- Велика Канижа
- Кирјат Тивон
- Плоњск
- Шрамберг

## Познате личности
- Лидија Бајук — музичар, забављач
- Лујо Безереду — кипар
- Драгутин Фелетар — историчар, географ, писац
- Јоза Хорват — авантуриста, писац
- Роберт Јарни — фудбалски играч
- Ладислав Краљ-Међимурец — умјетник (акварелиста)
- Иван Новак — повјесничар, политичар
- Стјепан Паткаи — музичар
- Никола Павић — пјесник
- Ружа Поспиш-Балдани — оперска пјевачица
- Фрањо Пунчец — тенисер
- Јосип Штолцер-Славенски — композитор
- Никола Зрински — војник, пјесник, филозоф
- Петар Зрински — војник, политичар
- Борис Лајнер — музичар